# Sudarshana Chakra
O Sudarshana Chakra (sânscrito: सुदर्शन चक्र "disco da visão auspiciosa" IAST: sudarșana çakra) é uma arma giratória semelhante a um disco com 108 dentes serrilhados, usado pelo deus Vishnu ou Krishna. O Sudarshana Chakra é geralmente retratado na mão direita posterior das quatro mãos de Vishnu, que também segura um shankha (concha), um Gada (maça) e uma padma (flor-de-lótus).